# Campylopus julicaulis
Campylopus julicaulis là một loài Rêu trong họ Dicranaceae. Loài này được Broth. mô tả khoa học đầu tiên năm 1924.